# Guy Héraud
Guy Maurice Héraud (Avinyó, 20 d'octubre de 1920 - Pau, 28 de desembre del 2003) fou un advocat i polític francès. De ben jove va adoptar l'ideal federalista, influït per Proudhon, i s'arrenglerà amb els defensors del federalisme a França, com Alexandre Marc, Denis de Rougemont, Emmanuel Mounier i Henri Brugmans. Juntament amb Francés Fontan fou un dels defensors de l'etnisme, que transformà posteriorment en el concepte Europa de les Regions o Europa de les Nacions.
És autor de L'Europe des ethnies (1963), on defensa una nova organització europea sota bases ètniques (lingüístiques i culturals) i amb defensa de la lliure autodeterminació dels pobles. Manifestà que el veritable federalisme se sustentaria sobre regions monoètniques federades entre si.
A les eleccions presidencials franceses de 1974 es presentà com a candidat pel Partit Federalista Francès, però només va obtenir 19.255 vots, el 0,07%.

## Obres
- L'Europe des ethnies, Presses d'Europe, 1963
- Les principes du fédéralisme et la fédération européenne, Presses d'Europe, 1968
- Peuples et langues d'Europe, Denoël, 1968